# Port-de-Lanne
Port-de-Lanne (okzitanisch Lanas) ist eine französische Gemeinde mit 1.228 Einwohnern (Stand: 1. Januar 2022) im Département Landes in der Region Nouvelle-Aquitaine im Südwesten Frankreichs. Sie gehört zum Arrondissement Dax und zum Kanton Orthe et Arrigans.
Die Einwohner werden Port-de-Lannais bzw. Port-de-Lannaises genannt.

## Geografie
Die Gemeinde liegt an der Mündung der Gaves Réunis in den Adour, rund 25 Kilometer nordöstlich von Bayonne. Nachbargemeinden sind Saint-Étienne-d’Orthe im Nordwesten, Saint-Lon-les-Mines im Norden, Bélus im Nordosten, Orthevielle im Osten, Hastingues im Süden und Sainte-Marie-de-Gosse im Westen.

## Bevölkerungsentwicklung
| Jahr      | 1962 | 1968 | 1975 | 1982 | 1990 | 1999 | 2006 | 2018 |
| Einwohner | 640  | 605  | 602  | 637  | 665  | 700  | 833  | 1114 |

## Sehenswürdigkeiten
- Kirche Sainte Madeleine, im gotischen Stil aus dem 13. Jahrhundert
- Historisches Museum über den lokalen Fischfang und die Fluss-Schifffahrt auf dem unteren Adour
- Château de Bec du Gave